# Axel (cantante)
Axel Fernando Witteveen Pardo, noto semplicemente come Axel (Rafael Calzada, 1º gennaio 1977), è un cantante argentino.

## Biografia
Originario di Rafael Calzada, Alex ha intrapreso la propria carriera musicale nel 1999, pubblicando l'album in studio di debutto La clave para conquistarte, il quale ha ricevuto una candidatura ai Premios Gardel. Lo stesso è stato seguito da Mi forma de amar e Amo; quest'ultimo certificato platino dalla CAPIF con 40 000 copie vendute.
Il suo primo MTV Video Music Award Latin America è stato vinto nel 2006, in seguito al successo riscosso dal quarto disco Hoy. Due anni dopo è stato messo in commercio Universo, fermatosi in top ten nella graduatoria nazionale, che gli ha permesso di ottenere cinque nomination all'edizione annuale del principale riconoscimento musicale argentino. A supporto del sesto LP Un nuevo Sol, uscito nel 2011, il cantante ha imbarcato una tournée.
Agli MTV Europe Music Awards 2012 si è guadagnato il titolo di miglior artista America Latina meridionale. Tre anni più tardi è stato il più grande vincitore della serata ai Premios Gardel, avendo trionfato in quattro categorie. Conseguirà una nomination ai Latin Grammy con Ser, album pubblicato nel 2017, e la prima entrata nella Argentina Hot 100 per mezzo di Olvídala, una collaborazione con i Palmeras.

## Discografia

### Album in studio
- 1999 – La clave para conquistarte
- 2001 – Mi forma de amar
- 2003 – Amo
- 2005 – Hoy
- 2008 – Universo
- 2011 – Un nuevo Sol
- 2014 – Tus ojos, mis ojos
- 2017 – Ser
- 2024 – Vuelve

### Album dal vivo
- 2013 – Axel en vivo - Buenos Aires Estadio Velez

### Album video
- 2010 – Amor x siempre

### Raccolte
- 2005 – De punta a punta: Lo mejor de Axel
- 2014 – Grandes éxitos 2005/2011

### Singoli
- 1999 – Mamma mia
- 2008 – Celebra la vida
- 2008 – Tu amor por siempre
- 2014 – Afinidad
- 2014 – Quedate
- 2015 – Y qué? (feat. Vanesa Martín)
- 2017 – Que nos animemos (feat. Becky G)
- 2017 – Aire
- 2018 – Aguaribay (feat. India Martínez)
- 2018 – No es no (con Soledad)
- 2020 – No es mi despedida
- 2021 – Vivo por ti
- 2021 – Solo por hoy
- 2022 – Somos lo que fuimos (solo con La K'onga)
- 2022 – Bandido (con Alberto Plaza)
- 2022 – Si va a ser...será (con La K'onga)
- 2022 – Humano
- 2023 – El que siempre espera (con Los Palmeras)
- 2023 – Cambiar el destino
- 2023 – Efecto dominó
- 2024 – Te voy a amar (con Corazón Serrano)
- 2024 – Un nuevo día (con Agy)
- 2024 – De cero (con Ian Lucas)
- 2024 – Tal vez (con Matías Valdez)
- 2024 – El motivo